# آق‌قرغان
آق‌قرغان (به ازبکی: Oqqo‘rg‘on، آق‌قۉرغان؛ روسی: Аккурган) یک شهرک در ازبکستان است که در ناحیه آق‌قرغان واقع شده‌است. آق‌قرغان ۱۰٬۹۰۰ نفر جمعیت دارد.